# النخر الدوائي لعظم الفك
يُعرف النخر الدوائي لعظم الفك (بالإنجليزية: Medication-related osteonecrosis of the jaw)‏ بموت خلايا عظم الفك عند الموضوعين على أدوية معروفة بزيادتها لخطورة المرض شرط غياب التعرض لعلاج شعاعي سابق. قد تؤدي الحالة إلى اختلاطات جراحية بسبب ضعف شفاء الجرح التالي لجراحة الفم والوجه والفكين أو الجراحات اللثوية أو اللبية.
هناك أدوية معينة تسبب هذا المرض، وهو أثر جانبي خطير لكنه نادر. تُستخدم هذه الأدوية عادةً لعلاج أمراض ارتشاف العظم مثل هشاشة العظام أو لتدبير السرطان، وتشمل المجموعة الأساسية منها مضادات الارتشاف ومضادات تولد الأوعية الدموية.
عُرفت هذه الحالة سابقًا بنخر عظم الفك المرافق للبيسفوسفونات، لأن نخر عظم الفك كان يتصادف عادةً مع العلاج بهذه الأدوية، وسُجلت أول حالة عام 2003. رُبطت اختلاطات النخر العظمي المترافقة مع الدينوسوماب (دواء مضاد للارتشاف ينتمي إلى فئة مختلفة) مباشرةً مع هذا المرض، واتهمت الأدوية الأحدث مثل مضادات تولد الأوعية الدموية بأنها قد تسبب حالة مشابهةً جدًا أُجمع على تسميتها بالنخر الدوائي لعظم الفك (إم آر أو إن جي)، لكن لم يؤكد هذا تمامًا.
لا يوجد وسيلة معروفة للوقاية من نخر عظم الفك المرافق للبيسفوسفونات، ولا يُعد تجنب استخدام البيسفوسفونات طريقةً عمليةً للوقاية يمكن تطبيقها على عموم السكان، لأن هذه الأدوية مفيدة في علاج هشاشة العظام والوقاية منها (بما في ذلك الوقاية من كسور العظام) وعلاج السرطانات العظمية. توصي أحدث الإرشادات بإيقاف الدواء مدة شهرين قبل الجراحة السنية لمن هم تحت خطر الإصابة (العلاج بالأدوية الوريدية أو استخدام الأدوية الفموية أكثر من 4 سنوات أو وجود عوامل أخرى تزيد الخطورة مثل العلاج بالستيرويدات).
تتطور هذه الحالة عادةً بعد العلاجات السنية التي تسبب انكشاف العظام أو تعرضها للرضوض، لكنها قد تحدث عفويًا أيضًا. قد يعاني المرضى المصابون بالنخر الدوائي لعظم الفك من طول فترة الشفاء والألم والتورم والعدوى وانكشاف العظم بعد الإجراءات السنية، لكن أغلب المرضى لا يشكون من أي علامات أو أعراض.

## التعريف
تُعرف هذه الحالة باجتماع ما يلي:
1. عظم مكشوف أو عظم يمكن جسه من خارج الفم أو داخله أو عبر ناسور جلدي في الوجه.
2. استمرار الانكشاف أكثر من 8 أسابيع.
3. وجود قصة علاج بالأدوية المضادة للارتشاف أو المضادة لتولد الأوعية.
4. عدم وجود قصة علاج شعاعي أو إصابة سابقة بمرض نقائلي في الفكين.[4]

يُعد النخر العظمي، أو الموت الموضعي للنسيج العظمي في الفك، اختلاطًا نادرًا محتملًا في مرضى السرطان الموضوعين على نظام علاجي يشمل التشعيع والعلاج الكيميائي، أو المرضى المصابين بأورام أو حوادث صمية جرثومية. في عام 2003، ظهرت تقارير عن زيادة خطورة النخر العظمي عند المرضى المتلقين لهذه العلاجات بالتزامن مع البيسفوسفونات الوريدية. قد يكون ميتالوبروتياز المادة الخلالية 2 جينًا مرشحًا لنخر العظم الفكي المرافق للبيسفوسفونات، إذ يُعد الجين الوحيد المرتبط بكل من الشذوذات العظمية والرجفان الأذيني، وهو أثر جانبي آخر للبيسفوسفونات.
نتيجة توسع قاعدة معلومات الأدب الطبي عن هذه الارتباط، أصدرت إدارة الغذاء والدواء في الولايات المتحدة عام 2005 تحذير فئة دوائية واسع النطاق من هذه الاختلاطات يشمل جميع البيسفوسفونات.

## العلامات والأعراض
في الحالات النموذجية، يسبب النخر الدوائي لعظم الفك قرحةً أو مناطق متنخرةً في العظام على مدى أسابيع أو أشهر أو سنوات بعد خلع أحد الأسنان. لا يسبب العظم المكشوف الميت أعراضًا، لكن المنطقة المصابة تسبب ألمًا خفيفًا بسبب الالتهاب في الأنسجة المحيطة. هناك العديد من العلامات والأعراض السريرية المرافقة لهذه الحالة، لكنها قد تظهر في أمراض أخرى أيضًا، وتشمل:
- ألم الفك والاعتلال العصبي.[14]
- فقدان الأسنان.[15]
- تورم المخاطية.[15]
- الحمامى.
- التقيح.[15]
- تقرح النسج الرخوة[15] الذي يستمر أكثر من 8 أسابيع.[16]
- كزاز الفك.[15]
- عدم شفاء أسناخ الأسنان المخلوعة.[15]
- المذل والخدر في الفك.[17]
- رائحة نفس كريهة.
- انكشاف عظم الفك المتنخر.[13]

## الأسباب
ارتبطت العوامل المسببة للنخر الدوائي لعظم الفك باستخدام دوائين وريديين وثلاثة أدوية فموية من زمرة البيسفوسفونات، وهي بالترتيب: حمض زوليدرونيك وباميدرونت وحمض الألندرونيك وحمض ريزدرونيك وحمض الإيباندرونيك.
رغم عدم وضوح السبب الدقيق لهذه الحالة، يعتقد العلماء والأطباء أن هناك ارتباطًا بين نخر الفك وزمن التعرض للبيسفوسفونات، ويُعتقد أيضًا أن هذا المرض يرتبط بأذية العظم عند المرضى المستخدمين للبيسفوسفونات كما ورد في مقال جراح الفم والفكين ريمي إتش بلانشارت حول هذا الموضوع.

### عوامل الخطر
ترافقت الأغلبية الساحقة من تشاخيص النخر الدوائي للعظم الفكي مع الإعطاء الوريدي للبيسفوسفونات (94%)، بينما كانت النسبة المتبقية (6%) متعلقةً بالبيسفوسفونات الفموية.
رغم تجاوز عدد الوصفات الطبية للبيسفوسفونات الفموية في الولايات المتحدة 30 مليونًا عام 2006، ترافقت أقل من 10% من حالات النخر مع هذه الأدوية. تقدر الدراسات أن النخر الفكي المرافق للبيسفوسفونات يحدث تقريبًا في 20% من المرضى الموضوعين على حمض زوليدرونيك الوريدي ضمن النظام العلاجي للسرطان، وفي 0-0.04% من المرضى المستخدمين للبيسفوسفونات الفموية.
يرتفع خطر النخر الدوائي لعظم الفك حتى بعد إيقاف إعطاء الأدوية بعدة سنوات بسبب الارتشاح المطول للبيسفوسفونات ضن النسيج العظمي. يكون الخطر لدى المرضى الذين أوقفوا استخدام الأدوية المضادة للتولد الوعائي مشابهًا لمن لم يأخذوا هذه الأدوية نهائيًا لأنها لا تستقر في عظام الجسم فترةً طويلةً.
تشمل عوامل الخطر ما يلي:
- العلاجات السنية (مثل الجراحة السنية السنخية أو الإجراءات المؤثرة على العظم)، لكن قد يحدث النخر الدوائي للعظم الفكي عفويًا دون تداخل سني علاجي حديث.
- فترة العلاج بالبيسفوسفونات، إذ يزيد الخطر مع زيادة الجرعة المتراكمة من الدواء.
- الأدوية المزامنة الأخرى: إن استخدام الستيرويدات السكرية الجهازية على المدى الطويل يزيد الخطورة عند مشاركتها مع الأدوية المضادة للارتشاف.
- الزرعات السنية.
- إيقاف الأدوية: لا يوجد دليل يدعم انخفاض خطورة وقوع النخر الدوائي لعظم الفك عند إيقاف استخدام البيسفوسفونات مؤقتًا أو دائمًا، لأن هذه الأدوية تبقى في الجهاز الهيكلي سنوات عديدةً.
- العلاج السابق بالأدوية المضادة للارتشاف أو المضادة لتولد الأوعية.
- المرضى المعالجون من السرطان لديهم معدل خطورة أعلى.
- المرضى المعالجون من هشاشة العظام أو أمراض العظم غير الخبيثة لديهم معدل خطورة أقل.

### نتائج الأبحاث
يرتفع خطر حدوث النخر الدوائي لعظم الفك كثيرًا بعد خلع الأسنان عند المرضى المعالجين بالأدوية المضادة للارتشاف العظمي لأسباب ورمية (3.2%) مقارنةً بالمعالجين بذات الأدوية لهشاشة العظام (0.15%). ينقص خلع الأسنان وفق البروتوكولات المعدلة من تطور هذه الحالة بشكل كبير. حددت الأبحاث مؤشرات الخطورة المحتملة مثل الأدوية المرافقة والتهاب العظم والنقي الموجود سابقًا.

### تصنيف المرضى وفق الخطورة
خطورة منخفضة:
- علاج هشاشة العظام أو أمراض العظام غير الخبيثة بالبيسفوسفونات الفموية لفترة أقل من 5 سنوات (دون أخذ ستيرويدات سكرية جهازية).
- علاج هشاشة العظام أو أمراض العظام غير الخبيثة بحقن وريدية من البيسفوسفونات كل سنة أو كل 3 أشهر لفترة أقل من 5 سنوات (دون أخذ ستيرويدات سكرية جهازية)
- علاج هشاشة العظام أو أمراض العظام غير الخبيثة بالدينوسوماب (دون أخذ ستيرويدات سكرية جهازية).

خطورة مرتفعة:
- المرضى المعالجون من هشاشة العظام أو أمراض العظام غير الخبيثة بالبيسفوسفونات الفموية أو الوريدية وفق نظام سنوي أو ربع سنوي لفترة تزيد عن 5 سنوات.
- المرضى المعالجون من هشاشة العظام أو أمراض العظام غير الخبيثة بالبيسفوسفونات أو الدينوسوماب لأي فترة من الزمن مع العلاج بالستيرويدات السكرية الجهازية.
- المرضى المعالجون بالأدوية المضادة للارتشاف أو المضادة لتولد الأوعية أو كليهما معًا في سياق تدبير السرطان.
- تشخيص سابق للنخر الدوائي لعظم الفك.

«لاحظ أن المرضى المستخدمين للبيسفوسفونات في أي وقت سابق من حياتهم أو الدينوسوماب في الأشهر التسعة الأخيرة يُوضعون ضمن مجموعات الخطر كما لو أنهم ما زالوا يأخذون الدواء».